# ژوزف لویی گیلوساک
ژوزف لویی گیلوساک (به فرانسوی: Joseph Louis Gay-Lussac)، شیمی‌دان مشهور فرانسوی است که برخی از قوانین مربوط به گازها، از جمله، قانون گیلوساک را کشف نمود.
وی، در سال ۱۸۰۲ میلادی به‌طور مستقل، کشف شیمیدان دیگری به نام ژاک شارل را تکرار کرد. شارل قبلاً نشان داده بود که به ازای هر درجه افزایش دمای یک گاز، حجم آن بالا می‌رود (انبساط مداوم گاز). گیلوساک بعدها نشان داد که وقتی عناصر گازی با هم ترکیب می‌شوند، نسبت‌های حجمی آن‌ها به صورت اعداد صحیح ساده است؛ برای مثال، دو قسمت حجمی از هیدروژن با یک قسمت حجمی اکسیژن، ترکیب می‌شوند تا آب، به وجود آید.
او کاشف عنصر بور (Boron) می‌باشد.
در واکنش‌های گازی، نسبت‌های حجمی موجود میان واکنش دهنده‌ها و فراورده‌ها، با نسبت مولی، برابر است.
گیلوساک به سبب اکتشافات متعددش در زمینه ی فیزیک و شیمی به عنوان یکی از بزرگترین دانشمندان اروپا در زمان خودش شناخته می شود.
گیلوساک در سال ۱۸۵۰ در پاریس از دنیا رفت و در گورستان پر-لاشز پاریس به خاک سپرده شد.  او یکی از ۷۲ نفری است که نامشان بر برج ایفل حک شده است. 